# Mellansjön (Möja socken, Uppland)
Mellansjön är en sjö på Möja i Värmdö kommun i Uppland och ingår i Norrström-Tyresåns kustområde. Sjön har en area på 0,104 kvadratkilometer och ligger 5,1 meter över havet.

## Delavrinningsområde
Mellansjön ingår i det delavrinningsområde (659417-167570) som SMHI kallar för Rinner till Kallskärsfjärden. Medelhöjden är 11 meter över havet och ytan är 4,71 kvadratkilometer. Det finns inga avrinningsområden uppströms utan avrinningsområdet är högsta punkten. Avrinningsområdets utflöde mynnar i havet, utan att ha någon enskild mynningsplats.